# Национално знаме на Индонезия
Националното знаме на Индонезия се състои от 2 еднакви хоризонтални ивици: червени и бели от долу нагоре.
След Втората световна война в страната е обявена независимостта на 17 август 1945 година и оттогава се използва червено-бялото знаме. Преди години е имало конфликт с Монако поради сходството на знамената.